# Eupithecia albirasa
Eupithecia albirasa är en fjärilsart som beskrevs av W. Warren 1905. Eupithecia albirasa ingår i släktet Eupithecia och familjen mätare. Inga underarter finns listade i Catalogue of Life.